# Donato Maria dell'Olio
Donato Maria dell'Olio (né le 27 décembre 1847 à Bisceglie, dans les Pouilles, et mort le 18 janvier 1902 à Bénévent) est un cardinal italien du début du XXe siècle.

## Biographie
Donato Maria dell'Olio est recteur et professeur au séminaire de Bisceglie. Il est élu archevêque de Rossano en 1891 et est consacré le 20 décembre de la même année par Raffaele Monaco La Valletta avec comme co-consécrateurs Francesco Satolli et Edmund Stonor (en). Il est nommé archevêque de Bénévent en 1898. Le pape Léon XIII le crée cardinal lors du consistoire du 15 avril 1901. 